# Salmo 124
Il salmo 124 (123 secondo la numerazione greca) costituisce il centoventiquattresimo capitolo del Libro dei salmi.
È tradizionalmente attribuito al re Davide. È utilizzato dalla Chiesa cattolica nella liturgia delle ore.